# Marofilm
Marofilm in Deventer (van 1940 tot 1955 ‘Marofilm Voorlichtingsdienst’) was het bedrijf van cineast Alex Roosdorp (1897-1965) en zijn vrouw Maria Roosdorp-van den Berg (1898-1989). In de periode 1934-1965 maakte Marofilm documentaires, meest voorlichtingsfilms voor de landbouw. Bijzonder voor Nederland is dat Marofilm al vanaf 1939 kleurenfilms maakte. De films worden tegenwoordig gewaardeerd als historisch document met een sterke sociale component. Ze tonen de mens in relatie tot de omgeving. In 2015 restaureerde Eye Filmmuseum de documentaire Herwinnen door werken (1945) die in verschillende steden te zien was.

## Geschiedenis

### Alex Roosdorp, fotograaf te Deventer
Alex Henri Anton Roosdorp werd in 1897 in Kampen geboren. Hij vestigde zich in 1917 als fotograaf in Deventer, samen met zijn broer Ulrich. Vanaf de tweede helft van de jaren 1920 werkte hij als zelfstandig fotograaf, met winkel en atelier in de Zwolschestraat, in 1945 omgedoopt in Gibsonstraat. Zijn echtgenote Maria M. Roosdorp-van den Berg, die tot haar huwelijk in Amsterdam als onderwijzeres had gewerkt, werkte mee in het fotobedrijf. Roosdorp documenteerde de stad Deventer in talloze straatscènes, karakteristieke panden, kerken, havengezichten en panorama’s over de IJssel. Tijdens en na de bevrijding van Deventer in april 1945 fotografeerde hij militaire acties, het wegvoeren van NSB'ers, oorlogsvernielingen en de bouw van een nieuwe IJsselbrug. Foto’s van Alex Roosdorp worden bewaard bij het Stadsarchief en Athenaeumbibliotheek in Deventer en zijn daar op de website te bekijken. In 2007 is in Deventer een straat vernoemd naar Alex Roosdorp.

### Marofilm
De naam ‘Marofilm’ is een samentrekking van de initialen van Maria (Marie) en Alex Roosdorp. Hoewel Alex de cameraman en cineast was, wordt Marie op meerdere films vermeld als regisseur of als ‘artistieke leiding’. Ook hun enige dochter Tatjana Roosdorp (1922-2015) werkte incidenteel mee. Als schoolmeisje is zij te zien in Stoere Werkers (1935): zij slaat de bladzijden om van een molenboek dat de episodes verbindt. Op Deventer Gasfabriek 100 jaar (1960) staat vermeld: Tatjana Roosdorp, montage.
In 1933 begon Roosdorp, die tot dan toe alleen familiefilmpjes had gemaakt, te filmen bij een bevriend imker, waaruit zijn eerste documentaire Bijen en Bloemen (1934) voortkwam. Om van het filmen een tweede beroep te maken, legde Roosdorp zich toe op voorlichtingsfilms voor de landbouw. Hij werkte daarvoor samen met verschillende experts, Wageningse landbouwkundig ingenieurs. Het merendeel van de films werd op eigen kosten gemaakt. Wel zocht Marofilm samenwerking met overheidsorganen als de Rijkslandbouwconsulentschappen, de directies van de inpoldering en het Ministerie van Landbouw, Visserij en Veeteelt.
Tussen 1935 en 1965 filmde Roosdorp vrijwel alle aspecten van het agrarisch bedrijf: fruitteelt, rundvee, varkens, bloembollen, aardappels, granen, maïs, tabak, kuikens, suikerbieten, hengsten, kruiden. Daarnaast filmde hij uiteenlopende onderwerpen, van de begrafenis van Prins Hendrik tot het leggen van een zware elektrische kabel in Deventer, een overzicht van alle Nederlandse molentypen, of het droogleggen van de Noordoostpolder en de Wieringermeer. Marofilm maakte ook toeristische films, bedrijfsfilms, en documentaires over de padvinderij en de Rijkswerkinrichtingen.
De eerste jaren filmde Roosdorp in zwart-wit, maar in 1938/39 ging hij over op kleurenfilm, die hij in Parijs liet ontwikkelen. De eerste film in kleur was Groenende weiden uit 1939. In die tijd waren in Nederland nog nauwelijks films in kleur, de eerste speelfilm in kleur kwam in 1958 uit. Roosdorp filmde zonder geluid, maar in de jaren 60 bracht Marofilm ook enkele films met optisch en magnetisch geluid uit. Na de dood van Alex Roosdorp in 1965 schonk zijn vrouw een groot deel van hun films aan het Filmmuseum. Ook het Nederlands Instituut voor Beeld en Geluid bezit een aantal vroege films.

### Filmvertoningen
De voorlichtingsfilms van Marofilm waren niet bestemd voor bioscooproulatie, maar werden met mondelinge uitleg door een van de Roosdorps of door een landbouwexpert vertoond voor een gespecialiseerd publiek, vaak een boerenorganisatie. Een voorstelling van de kleurenfilm Toeback, over de tabaksteelt die in de Tweede Wereldoorlog in Nederland een heropleving doormaakte, kostte in 1944 65 gulden, waar nog reis- en verblijfkosten bij kwamen. In de jaren ’42-’44 werden de films veelal vertoond door studenten die zo konden ontkomen aan de gedwongen Arbeitseinsatz. De voornaamste van hen was Jos Moll (1917-1945), de vaste vriend van Tatjana Roosdorp.

### Verzet
In de Tweede Wereldoorlog waren Jos Moll en Tatjana Roosdorp actief in het verzet. In dat kader heeft historicus Coen Hilbrink opgetekend dat Alex en Marie Roosdorp “fel antinazi, links maar niet partijgebonden” waren. “Al het goede-voor-iedereen-idealen bepalen het vrijzinnige, pacifistische klimaat … Zij steunen niet op godsdienstige overtuiging.” Tatjana Roosdorp werd op 1 oktober 1944 opgepakt wegens koerierswerk. Tot kerst ’44 werd zij opgesloten in een fietsenhok, daarna tot de bevrijding in kamp Oxerhof. Jos Moll werd in januari 1945 door de bezetter opgepakt. Hij stierf op 4 april ’45 in concentratiekamp Wöbbelin bij Neuengamme.

## Herwinnen door werken(1945) opnieuw uitgebracht in 2015
In de zomer van 1945 reisden Alex en Marie Roosdorp per fiets door Nederland om de verwoesting, de armoede en de op gang komende herstelwerkzaamheden vast te leggen in een 80 minuten durende kleuren-documentaire, Herwinnen door werken. Ze filmden in Deventer en Arnhem, maar ook in de Wieringermeer, Walcheren, Wageningen, Rotterdam en Scheveningen. De film werd midden jaren 50 een paar keer zonder veel succes vertoond in Amsterdam. In het kader van zeventig jaar bevrijding digitaliseerde en restaureerde filmmuseum Eye de film in 2015. Eye noemt de film “een indrukwekkend realistisch beeld van Nederland in de zomer van 1945”. Herwinnen door werken werd vertoond in het Eye Amsterdam, Deventer en Middelburg. Bovendien werd rond de film een tentoonstelling ingericht in het Nationaal Militair Museum in Soest: De zomer van ’45: Schade, schaarste en wederopbouw in kleur.

## Heruitgebrachte films
Naast Herwinnen door werken zijn meerdere films van Marofilm heruitgebracht.
- Stoere werkers (1935) is in 1997 uitgebracht op video door ‘Nederlands filmarchief’.
- Bijen en bloemen (1934) is in 2013 gedigitaliseerd en vertoond op het Bloemen-, Bijen- en Honingfestival.
- Toeback (1943) is in 2006 gerestaureerd.
- Gasfabriek Deventer 100 jaar (1960) werd door het Filmarchief Overijssel op videoband uitgebracht.

Marofilm filmde in 1938 en 1939 in opdracht van de Limburgse Land- en Tuinbouw Bond het dagelijks leven in boerengezinnen en de taak van boerinnen. Guillaume Dohmen stelde uit deze beelden in 1984 voor het Limburgs Museum de documentaire Zuiderboeren samen. In 2004 maakte het Limburgs Museum van het materiaal ook Boerinnenleven.

## Filmografie
Door Alex Roosdorp en Marofilm gemaakte films (met opdrachtgever / vindplaats):
- 1930: Diepenveen in de jaren '30 (Collectie Overijssel)
- 1933: Kabellegging voor de N.V. Deventer Radiocentrale, 26 juni 1933 (Collectie Overijssel)
- 1934: Bijen en Bloemen I (Eye Filmmuseum)
- 1934: Begrafenis Prins Hendrik (Eye Filmmuseum)
- 1934: Marken (Eye Filmmuseum)
- 1934: Volendam (Eye Filmmuseum)
- 1935: Bijen en Bloemen II (Eye Filmmuseum)
- 1935: Stoere Werkers (Eye Filmmuseum)
- 1935: Paarden (onbekend)
- 1935: Groter Gewin (Eye Filmmuseum)
- 1936: Weer Welvaart (Eye Filmmuseum)
- 1936: Wat Nederland biedt op rundveegebied (Eye Filmmuseum)
- 1936: Concours te Hoofddorp (Eye Filmmuseum)
- 1937: Van vet en mager (Eye Filmmuseum)
- 1937: Ora et Labora (Eye Filmmuseum)
- 1937: Trekt uit (N.J.H.C.)
- 1937: Er op uit met je klas (N.J.H.C.)
- 1938: Wieringermeer (Eye Filmmuseum)
- 1938: Wieringermeer (Eye Filmmuseum)
- 1937-1945: Noordoostpolder (Eye Filmmuseum)
- 1938-1939: vier films LLTB, organisatie/landbouw/boerinnen/jeugdwerk (LLTB Roermond)
- 1939: Middellandse Zee (eigen beheer)
- 1939: Auvergne (eigen beheer)
- 1939-1940: Groenende Weiden (Eye Filmmuseum)
- 1940: Bloembollen (Eye Filmmuseum)
- 1941: Ons Volksvoedsel (N.A.K. Wageningen)
- 1942: Sikkels blinken, sikkels klinken (N.A.K. Wageningen)
- 1943: Van korrel tot kolf (Eye Filmmuseum)
- 1943: Van lijnzaad tot lijnwaad (Nederlands Vlas Instituut)
- 1943: Toeback (Eye Filmmuseum)
- 1943-1944: Van hennen en hanen (onbekend)
- 1944: Van Neerlands fruit (Eye Filmmuseum)
- 1944: Nederland hier met koe en stier (Eye Filmmuseum)
- 1945: Wieringermeer (Directie Wieringermeer)
- 1945: Herwinnen door Werken (Eye Filmmuseum)
- 1945: The Catherine Miller Bridge (Eye Filmmuseum)
- 1946: Suiker (Centrale Suiker Maatschappij)
- 1946-1952: Blauwe Vogels (onbekend)
- 1947-1964: Suikerbietenzaad (Fa. Kühn & Co Naarden)
- 1947: Steengaas (C.E.V.E.S. Utrecht)
- 1947: Slagersvakschool (Slagersvakschool Utrecht)
- 1947: Naar het Zuiden (eigen beheer)
- 1947: Delfia (Calvé Delft)
- 1948: Verrichtingskeuringen (Eye Filmmuseum)
- 1948: Pluimvee (Koninklijke Wessanen Wormerveer)
- 1948: Varkens (Koninklijke Wessanen Wormerveer)
- 1948: Nederlandse Mais (Sas van Gent)
- 1949: Zwitserland I (eigen beheer)
- 1950: Verrichtingskeuringen (onbekend)
- 1950: Denemarken (eigen beheer)
- 1950: Denemarken (Koninklijke Wessanen Wormerveer)
- 1949-1950: Bijenfilm (Nederlandse Vereniging ter bevordering van de bijenteelt)
- 1951-1952: Kalveren (Koninklijke Wessanen Wormerveer)
- 1950-1951: Kruidenfilm (Dep van Landbouw, Den Haag)
- 1949-1950: Jubileum 50-jaar Almelose Landbouwbank (Almelo)
- 1951: Voilà Paris (Eye Filmmuseum / eigen beheer)
- 1951: Les Vendanges (eigen beheer)
- 1952: 50 Jaar Hand in Hand voor het Twentse Platteland (Collectie Overijssel)
- 1953-1954: Fokfilm Rundvee (Amerika / Eye Filmmuseum)
- 1954: Zwitserland II (eigen beheer)
- 1954: Den Bosch jubileumtentoonstelling (Ned Rundvee Stamboek)
- 1955: Plant Propaganda Holland (Eye Filmmuseum)
- 1955: Pluimvee (Koninklijke Wessanen Wormerveer)
- 1955: Denemarken (Koninklijke Wessanen Wormerveer)
- 1955: Aviolanda (Aviolanda Papendrecht)
- 1956-1958: Pluimvee en varkens Stolp (onbekend)
- 1959: Den Bosch (Nederlands Rundvee Stamboek)
- 1960: Deventer Gasfabriek 100 jaar (Eigen beheer / Collectie Overijssel)
- 1961: Het Piétrain varken (Koninklijke Wessanen Wormerveer)
- 1962-1963: Veilig werken met organische peroxyden (Noury vd Lande Deventer / Eye Filmmuseum)
- 1961-1963: Nederland (eigen beheer)
- 1962-1963: Amsterdam (eigen beheer)
- 1964: Den Bosch (Nederlands Rundvee Stamboek)
- 1965: Rijkswerkinrichtingen (Ministerie van Justitie, Den Haag)